# Víctor Merino
Víctor Merino Aponte (Lima, 2 de enero de 1945 - Callao, 27 de diciembre de 2012) fue un reconocido compositor y músico peruano.

## Biografía
Nacido en Lima, criado en Callao, estuvo casado con la pintora Pilar Coca con quien tuvo tres hijos: Magaly, Joél y Luciana Merino; y tuvo dos nietos: Adrián y Abril Abundes Merino.
Estudió educación primaria en los colegios Virgen del Carmen y Hnos. Marquina del Callao y sus estudios secundarios en la Gran Unidad Escolar Dos de Mayo del Callao terminando su educación en 1963 en el Colegio Salesiano Don Bosco del Callao. Perteneció a una emblemática y reconocida familia de artistas. Hijo de Celia Aponte y Tulio Merino, inolvidable trompetista peruano; tuvo ocho hermanos. 
Poseedor de un talento musical cuyas innatas virtudes fueran resaltadas por el insigne literato Mario Vargas Llosa, quien manifestara: "Merino posee corazón de niño, alma de poeta y manos que hacen brotar del teclado torrentes de nuevas propuestas musicales”.
Víctor Merino posee el mérito artístico cultural de ser el iniciador del llamado movimiento de la Canción: Poema en el Perú, junto con el recordado poeta Juan Gonzalo Rose, consolidándose como uno de los principales cultivadores de la música contemporánea y como compositor a nivel continental.  
Inició su carrera artística tocando en la orquesta de Freddy Roland, después se uniría, como pianista, a otros grupos como la orquesta de Mario Allison, Dante Young Quartet (en Toronto-Canadá) Nil,s Jazz Enssemble de Nilo Espinoza, entre otros.

## Verso y Música
El maestro Merino conoció al periodista Mario Campos quien le presentó al reconocido poeta Juan Gonzalo Rose, con quien haría gran labor artística. El mar era una fuente de inspiración para él y un día con Juan Gonzalo Rose visitan La Punta-Callao, desde allí se podía ver Chorrillos (lugar de nacimiento de Juan Gonzalo), inspirados, ese día crean la canción llamada "Pescador de Luz",  inspirada en José Olaya; posteriormente ganaría el Festival de la Canción de Trujillo, una de las experiencias más lindas en la vida del compositor. Musicaliza poemas del poeta tacneño Juan Gonzalo Rose y graba un disco que es cantado por Tania Libertad titulado "El Mismo Puerto" al cual se le realiza un hermoso video que es presentado por primera vez en televisión por el laureado escritor Mario Vargas Llosa.
Entre los años 70 y 80 Merino ganó 12 primeros lugares en distintos festivales musicales tales como el "Festival de Trujillo", "Festival de Ancón", "Festival Fica" (Iquitos) "Festival de Sullana", "Festival de la Canción Criolla", "Festival de la OTI", "Festival Internacional de Bulgaria" y el "Festival Internacional de Puerto Rico", en 1978, entre otros. Merino también ofreció su primer concierto titulado "Concierto en Fé Mayor"(1989) producido por su esposa Pilar Coca, el cual se realizó con gran éxito durante tres días en el Teatro Raimondi(Lima)y tuvo entre sus invitados a Eva Ayllón, Delia Ishibashi, Elsa María Elejalde, Jean Pierre Magnet y Raúl Villarán, Alex Acuña, entre otros. La orquesta estuvo dirigida por Coco Salazar.    
Merino también musicalizó poemas de Cesar Vallejo, Cesar Calvo, Rubén Dario, Jaime Sabines y César LévanoAntonio Cineros, Eduardo Ghezzi, etc.
Sus temas han sido interpretados por grandes de la música internacional como:Tania Libertad, Joan Manuel Serrat y Willie Colón. También ha dejado un legado musical reconocido, musicalizando los poemas de Mario Benedetti (Uruguay). Grabó un c.d. y un video llamado "La vida, ese paréntesis" interpretado por Tania Libertad que canta a dúo con Joan Manuel Serrat y Willie Colón (sello Alfaguara) . Merino dice "Pienso que la música también es un vehículo para mostrar la belleza de un poema que a veces se queda atrapado en un libro". "Siempre busqué unir la palabra con el sonido musical" 
Renombrados artistas y compositores latinoamericanos de la talla de Armando Manzanero, Mercedes Sosa, Héctor Lavoe, Chico Buarque e Irakere, entre otros, trabajaron al lado del piano de Merino durante sus más de 50 años de trayectoria artística.
Como dato anecdótico habría que recordar que el maestro Merino fue quien prestó su piano al maestro de la salsa Eddie Palmieri, cuando actuó en la Feria del Hogar de Lima, en 1990.
Merino es el único peruano que está incluido en el Museo de la Colonia Japonesa del Instituto Peruano Japonés por ser el compositor de la música del Himno Nikkei del Perú.
Compositor de múltiples piezas para orquestas y coros, conciertos para piano, saxo y trompeta, música para cine , comerciales y bella música para niños.
Su último trabajo en la televisión fue en el programa "Cántame tu vida", conducido por la cantante criolla Cecilia Barraza. También la cantante Bartola lo invitó como jurado de un concurso de talentos jóvenes y es en ese programa donde se le ve por última vez.
Últimamente Teresa Fuller, hija de la recordada  Chabuca Granda, le había pedido que musicalizase poemas inéditos de su madre. ¿Quién mejor que el maestro para realizar tan preciado trabajo?  Asimismo, iba a publicar un disco con temas sobre el Perú y sus héroes que lo tituló "Perú en Fé Mayor".
El 24 de diciembre, luego de ser internado en el Hospital Daniel A. Carrión del Callao, al que había ingresado víctima de un ACV, fallece el 27 de diciembre de 2012 rodeado de su querida familia.
Sus restos fueron velados en la Capilla de la Iglesia Mormona (La Perla) y a pedido del Ministro de Cultura del Perú, Luis Peirano, fue trasladado al Museo de la Nación. Sus restos reposan en el Cementerio Británico (antiguo) del Callao.